# ナンシー・シット
ナンシー・シット（薛家燕、Nancy Sit、1950年3月30日 -）は、香港生まれの女性歌手、女優である。本名は薛家彦。籍貫は中国潮州。愛称は家燕姐。WSMエンターテインメント、TVB所属。

## 略歴
1958年、8歳の時子役として芸能界入りし、1960年に映画「七兒八女九狀元」で女優デビュー。以来、若い頃からヒロイン役として、映画やテレビで活躍していた。
1995年にTVBで放送開始されたドラマ『真情』では、主役の一人（梁潤好）役を演じ、大きな話題を呼んだ。その後も、TVBのドラマを中心に活躍を続けている。
また、以前より子供向けの歌の作詞・作曲や番組への出演を続けており、家燕媽媽（家燕お母さん）と呼ばれ親しまれている。

## 出演作品

### 映画
- 七兒八女九狀元（1960年）
- 人頭審皇帝（1961年）
- 花蝴蝶三戲飛天貓（1962年）
- 神鷹飛天俠（1963年）
- 雪花神劍（1964年）
- 六指琴魔（1965年）
- 姑娘十八一朵花（1966年）
- 彩色青春（1966年）
- 七彩胡不歸（1966年）
- 兔女郎女主角（1967年）
- 七公主（前半、後半）（1967年）
- 霧美人（1968年）
- 飛女正傳（1969年）
- 石破天驚（1970年）
- 俠妓（1971年）
- 狗咬狗骨（1978年）
- 食神（1996年）
- 黑玫瑰結義金蘭（1997年）
- 我亞媽發仔瘟（2005年）

### テレビドラマ

#### ATV
- 1979年：『天龍訣』 - 南宮明珠 役
- 1990年：『第三間電台』

#### TVB
- 1995年：『真情』 - 梁潤好／好姨 役
- 1997年：『美味天王』 - 燕珍珍（ゲスト）役
- 2000年：『LovingYou我愛你』
- 2000年：『十月初五的月光』 - 朱莎嬌 役
- 2001年：『バーチュース・オブ・ハーモニー』 - 游念慈（賽鳳凰）／皇后（ゲスト）役
- 2000年：『七號差館』 - 黄英姑 役
- 2003年：『LovingYou我愛你2』 - 馮英／朱秀玉／談笑／呉瑞嬌／霍黎瑞碧／李嫻 役
- 2004年：『バーチュース・オブ・ハーモニー』 - 游念慈／慈姑 役
- 2007年：『我外母唔係人』 - 魯花 役
- 2008年：『銀樓金粉』 - 賽小蝶 役

#### メディアコープ
- 2005年：『愛的掌門人』 - 謝美嬌 役

#### 北京天中
- 2007年：『龍鳳呈祥』

### 番組司会
- 家燕與小田（1975-1979）（マイケル・ライと共に合作のバラエティ番組）
- 家天下（メトロラジオ）
- 粤港越流行（メトロラジオ）
- 家燕演藝繽紛四十年（メトロラジオ）
- 家燕媽媽時間（無綫電視）（子供向け番組）

### その他
- 家燕媽媽（声優）

## アルバム
- Nancy Sit Special
- 再會吧！17歲
- Unchained my Heart
- 不謝的花
- 我願為情犧牲
- 家燕與小田
- 那個少女不多情
- 再創造未來
- 喜洋洋
- 開心女人
- 皆大歡笑
- 乜都盞 LOVE HK NO.1
- 恭喜恭喜賀新年（ナンシー・シットとボビー・アウヨン）